# Tychobythinus belgicus
Espèce
Synonymes
- Collartia belgica Jeannel, 1948

Tychobythinus belgicus est une espèce d'insectes coléoptères de la famille des Staphylinidae.

## Distribution
Il est le seul coléoptère troglobie de Belgique et fut découvert dans la Grotte Lyell en 1942, décrit six ans plus tard par René Jeannel. Il est également présent dans la grotte de Ramioul.

### Publication originale
- Jeannel, 1948 : Un Psélaphidé cavernicole de la Belgique. Bulletin et Annales de la Société entomologique de Belgique, vol. 84, p. 33-35.